# شاه نشین (قله)
نام قله ای در شمال شهرستان سلسله لرستان با ارتفاع 3514 متر که در بین دو قله یال کبود و سوزنی های شرقی قرارگرفته است و در قسمت جنوبی آن صخره های مرتفعی وجود دارد.
این کوه در ضلع شمالی دره تنگ قرار گرفته و مرز بین شهرستان سلسله و نهاوند است.
این قله در رشته کوه گرینِ زاگرس قرار گرفته است و نباید با سایر قله های کشور که به همین نام هستند اشتباه گرفته شود.